# Каннето-сулл-Ольйо
Каннето-сулл-Ольйо (італ. Canneto sull'Oglio) — муніципалітет в Італії, у регіоні Ломбардія,  провінція Мантуя.
Каннето-сулл-Ольйо розташоване на відстані близько 400 км на північний захід від Рима, 100 км на схід від Мілана, 33 км на захід від Мантуї.
Населення — 4474 особи (2014).
Покровитель — SS. Fabiano e Sebastiano.

## Демографія
Населення за роками:

Станом на 1 січня 2023 року в муніципалітеті офіційно проживало 646 іноземців з 40 країн, серед них 89 громадян країн Євросоюзу та 32 громадяни України.

## Сусідні муніципалітети
- Аккуанегра-суль-К'єзе
- Азола
- Кальватоне
- Казальромано
- Дриццона
- Ізола-Доварезе
- П'ядена